# Verbascum schaklavense
Verbascum schaklavense är en flenörtsväxtart som beskrevs av Joseph Friedrich Nicolaus Bornmüller och Svante Samuel Murbeck. Verbascum schaklavense ingår i släktet kungsljus, och familjen flenörtsväxter. Inga underarter finns listade i Catalogue of Life.